# هاشم معروف الحسني
السيد هاشم معروف الحسني(1919 - 1983)، عالم دين شيعي من جبل عامل، له العديد من التصانيف في السيرة والفقه والعقيدة والحديث والتاريخ.

## نشأته وسيرته
ولد في بلدة جناتا قضاء صور في جبل عامل (لبنان) عام 1919مـ في بيت ميسور الحال موفور النعمة. 

هاجر إلى النجف وتتلمذ على يد علمائها وفقهائها.
عاد إلى لبنان، وعيّن قاضيا شرعيا في صور ثم مستشارا في المحكمة الشرعية الجعفرية العليا حتى وفاته.

## مؤلفاته
كان من أبرز رجال الدين في عصره الذين تصدُّوا للكتابة والتأليف معتمدا على تحقيق أحاديث ومرويَّات المادة التراثية الصلبة من النصوص الإسلامية المرجعية.
من أبرز مؤلفاته:
1. عقيدة الشيعة الإمامية
2. تاريخ الفقه الجعفري
3. المبادئ العامة للفقه الجعفري
4. الشيعة بين الأشاعرة والمعتزلة
5. نظرية العقد في الفقه الجعفري
6. دراسات في الكافي للكيليني والصحيح للبخاري
7. نظرات في الفرق والمذاهب الإسلامية
8. نظرات وصور مشرقة من وحي الإسلام
9. أصول التشيّع
10. الحديث والمحدثون
11. المسؤولية الجزائية في الفقه الجعفري
12. الموضوعات في الآثار والأخبار
13. سيرة المصطفى
14. سيرة الأئمة الإثني عشر
15. الإجارة والشفعة والولاية من الفقه الإسلامي في ثوبه الجديد
16. من وحي الثورة الحسينية
17. بين التشيع والتصوف
18. الوصايا والأوقاف
19. الانتفاضات الشيعية عبر التاريخ
20. الإرث والميراث وحق الزوجين
21. الوصايا والأوقاف وإرث الزوجة والعول والتعصيب من الأحوال الشخصية في الفقه الإسلامي

## وفاته
توفي في العام 1983مـ الموافق 1403 هـ